# Camera Capitolina
La Camera Capitolina (chiamata anche Camera Urbis) è stato l'organo consigliare comunale preposto all'amministrazione economica della città di Roma durante l'esistenza dello Stato della Chiesa, fino al 1870.

## Descrizione storica
La camera capitolina nacque all'interno del comune di Roma nel corso del XIV secolo come struttura distinta dalla Curia Capitolina che vedeva al suo vertice il Senatore: la Camera vedeva al suo vertice il Magistrato romano, nome con cui si indicava l'insieme dei tre Conservatori e del Priore dei Caporioni in carica. Tali figure erano scelte all'interno del patriziato romano e restavano in carica per brevi periodi, tipicamente 3 mesi, con la possibilità di proroghe successive fino ad 1 anno (e solo eccezionalmente fino a 2): essi presiedevano il Tribunale dei Conservatori per le dispute di tipo economico ed amministrativo. All'interno della Camera, operavano diversi funzionari come il Tesoriere, il Camerlengo, l'Avvocato e il Notaio. 
Nel 1847 la riforma di Pio IX (con legge speciale tramite motu proprio del 1 ottobre 1847 intitolata Struttura e organizzazione municipale e dell'amministrazione degli uffici) portò a cinque il numero dei Conservatori, alla soppressione dei Priori ed una maggiore suddivisione tra gli uffici camerali.
La maggior parte delle entrate delle casse della Camera Capitolina, spesso comunque esigue, derivavano dalle rendite di quattro feudi su cui essa esercitava la propria giurisdizione (Cori, Magliano, Vitorchiano e Barbano) e da dazi sui pedaggi fluviali, mentre la maggior parte nelle spese era assorbita dall'amministrazione degli edifici pubblici, quali le strade, i ponti, le fontane e gli acquedotti.
Con l'annessione del comune di Roma al Regno d'Italia del 1870, vi fu infine la soppressione della Camera e delle cariche ad essa associata, dopo più di cinque secoli di vita. La contestuale riorganizzazione del Comune, con la definitiva affermazione della figura del Sindaco e del moderno Consiglio comunale, era simile a quella che è rimasta in uso fino ad oggi.